# AF Corse
AF Corse – włoski zespół wyścigowy, założony w 1995 roku. Obecnie zespół startuje w FIA World Endurance Championship, 24h Le Mans, European Le Mans Series i w International GT Open. W historii startów ekipa pojawiała się również na liście startowej w Italian Touring Car Competition, Intercontinental Le Mans Cup, FIA GT Championship oraz w FIA GT1 World Championship.